# Нарсарсукіт
Нарсарсукіт — рідкісний силікатний мінерал з хімічною формулою  Na2(Ti,Fe3+)Si4(O,F)11 (також Na4(Ti,Fe)4[Si8O20](O,OH,F)4).
Вперше його було описано в 1900 році для прояву в пегматитах Нарсарсук в інтрузивному комплексі Ілімаусак у Західній Гренландії. Також повідомлялося про знахідки в інтрузії сієніту у вапняк на пагорбах Світграсс, штат Монтана, а також у роговиках та мармурових ксенолітах в лужному інтрузиві Мон-Сент-Ілер, Квебек.
Трапляється у зв'язку з егірином, мікрокліном, альбітом, ельпідитом, епідидимітом, теніолітом, пектолітом, кальцитом, галенітом і кварцом.

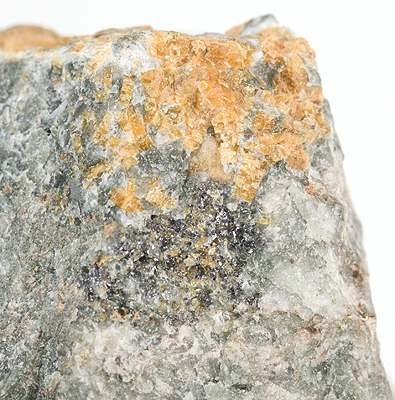
Нарсарсукіт з Вітлеша, округ Ліберті, штат Монтана (розмір: 5,6 x 5,4 x 5,1 см)